# Stegolepis
Stegolepis är ett släkte av gräsväxter. Stegolepis ingår i familjen Rapateaceae.

## Bildgalleri

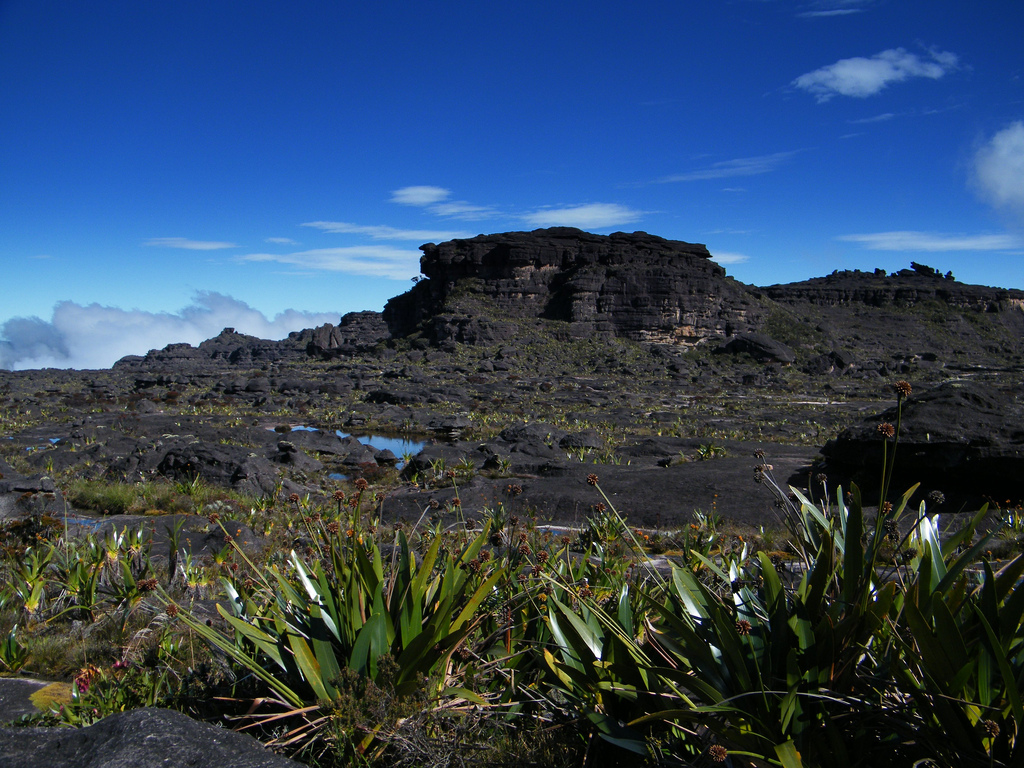
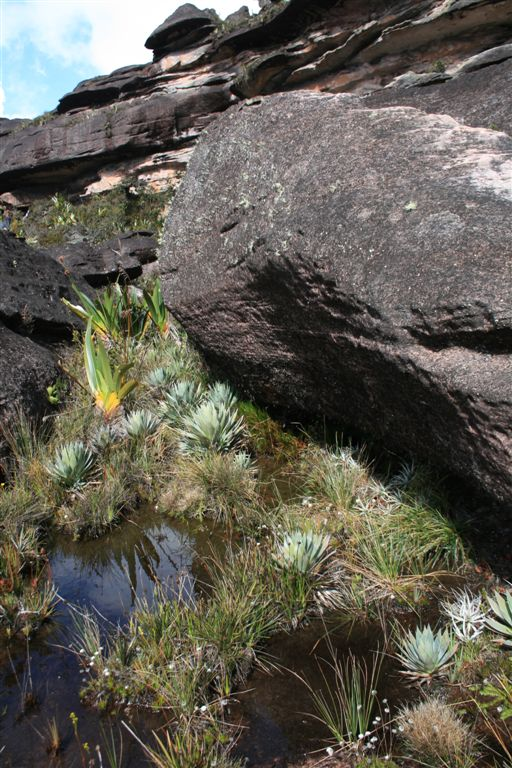
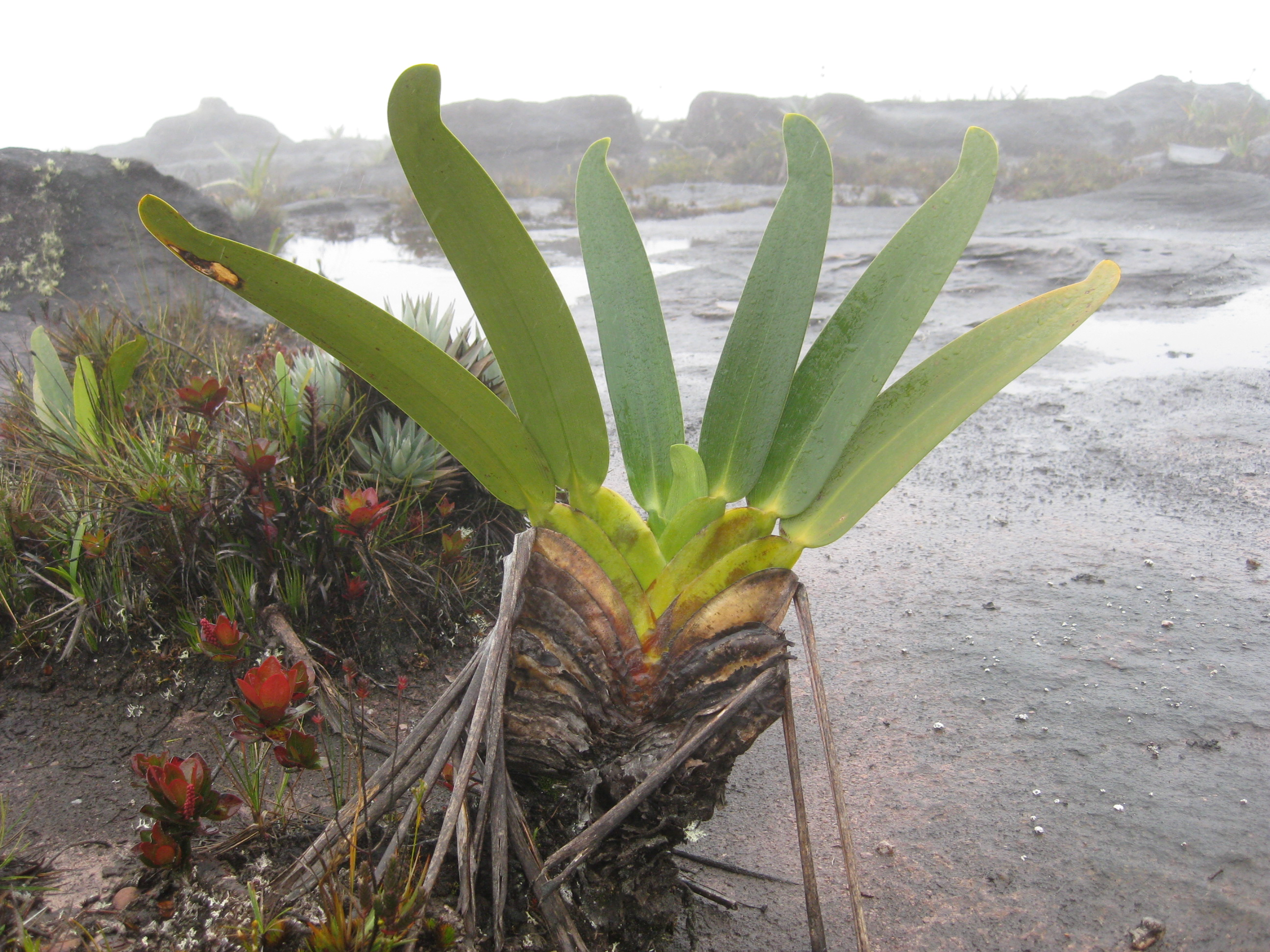
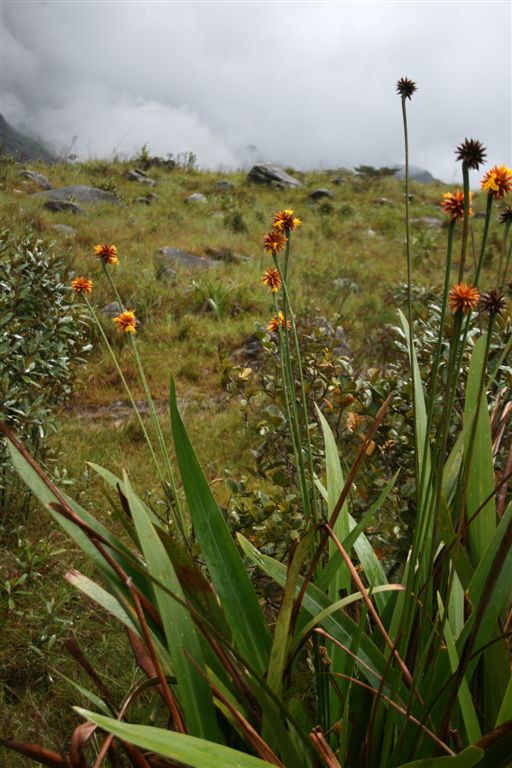
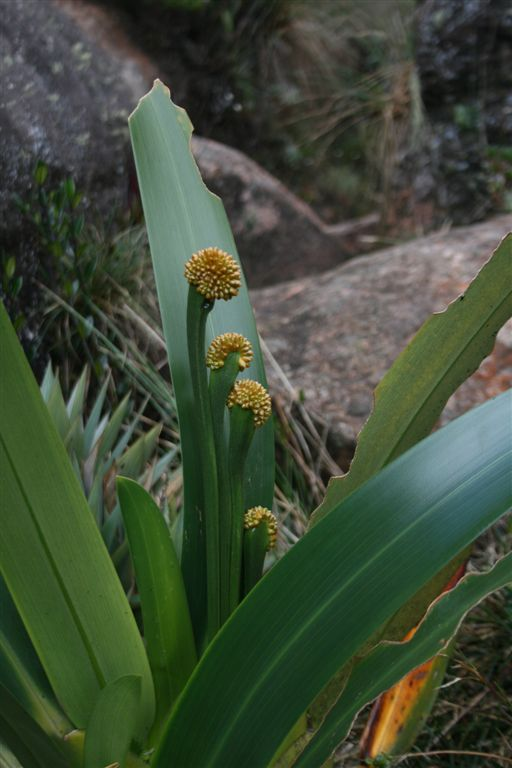
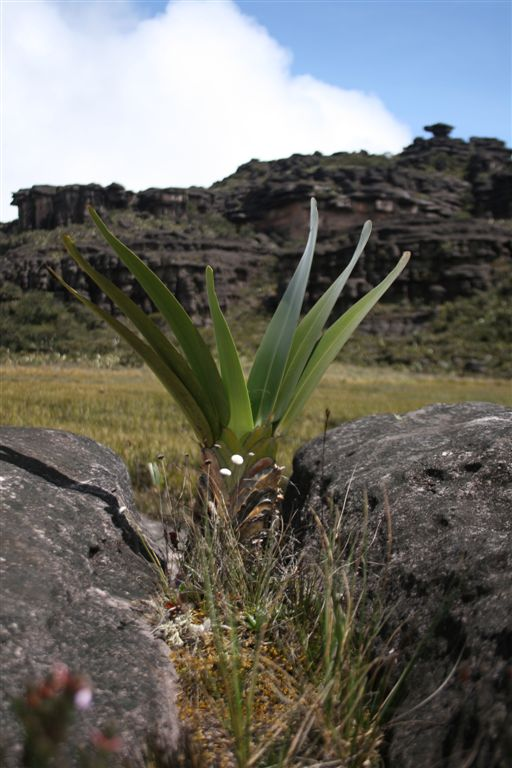

## Dottertaxa tillStegolepis, i alfabetisk ordning[1]
- Stegolepis albiflora
- Stegolepis angustata
- Stegolepis breweri
- Stegolepis cardonae
- Stegolepis celiae
- Stegolepis choripetala
- Stegolepis ferruginea
- Stegolepis gleasoniana
- Stegolepis grandis
- Stegolepis guianensis
- Stegolepis hitchcockii
- Stegolepis huberi
- Stegolepis humilis
- Stegolepis jauaensis
- Stegolepis ligulata
- Stegolepis linearis
- Stegolepis maguireana
- Stegolepis membranacea
- Stegolepis microcephala
- Stegolepis minor
- Stegolepis neblinensis
- Stegolepis parvipetala
- Stegolepis pauciflora
- Stegolepis perligulata
- Stegolepis piresii
- Stegolepis ptaritepuiensis
- Stegolepis pulchella
- Stegolepis pungens
- Stegolepis squarrosa
- Stegolepis steyermarkii
- Stegolepis terramarensis
- Stegolepis vivipara
- Stegolepis wurdackii